# Saint-Florent-sur-Cher
Saint-Florent-sur-Cher är en kommun i departementet Cher i regionen Centre-Val de Loire i de centrala delarna av Frankrike. Kommunen ligger  i kantonen Chârost som tillhör arrondissementet Bourges. År 2022 hade Saint-Florent-sur-Cher 6 416 invånare.

## Befolkningsutveckling
Antalet invånare i kommunen Saint-Florent-sur-Cher
Referens:INSEE